# Edelrautehütte
Die Edelrautehütte ist eine Schutzhütte der Sektion Austria des Österreichischen Alpenvereins (ÖAV). Sie liegt in den steiermärkischen Rottenmanner Tauern auf einem Moränenhügel am Ufer des Kleinen Scheibelsees in der Nähe der Scheibelalm in 1725 m ü. A. Höhe. Sie wurde in den Jahren 1925 und 1926 als Nachfolgehütte der im italienischen Teil der Zillertaler Alpen gelegenen und nach dem Ersten Weltkrieg enteigneten Edelrauthütte erbaut. Die Hütte bietet ein Matratzenlager mit 28 Plätzen sowie einzelne Zimmer mit insgesamt 28 weiteren Betten. Ein unversperrter Notraum ist vorhanden.

## Anreise und Touren
Die Hütte ist über eine mautpflichtige Straße von der Ortschaft Hohentauern aus über die Wanderwege 902 und 946 erreichbar. Sie ist ein wichtiger Stützpunkt auf dem Zentralalpenweg 02, einem österreichischen Weitwanderweg von Hainburg an der Donau nach Feldkirch. Die Hütte bildet den Ausgangspunkt auf den Großen Bösenstein (2448 m ü. A.) (Wege 946, 944a, 902), der Sonntagskarspitze (2350 m ü. A.) (Wege 944a und 946) und dem Großen Hengst (2159 m ü. A.) (Weg 902).

## Galerie

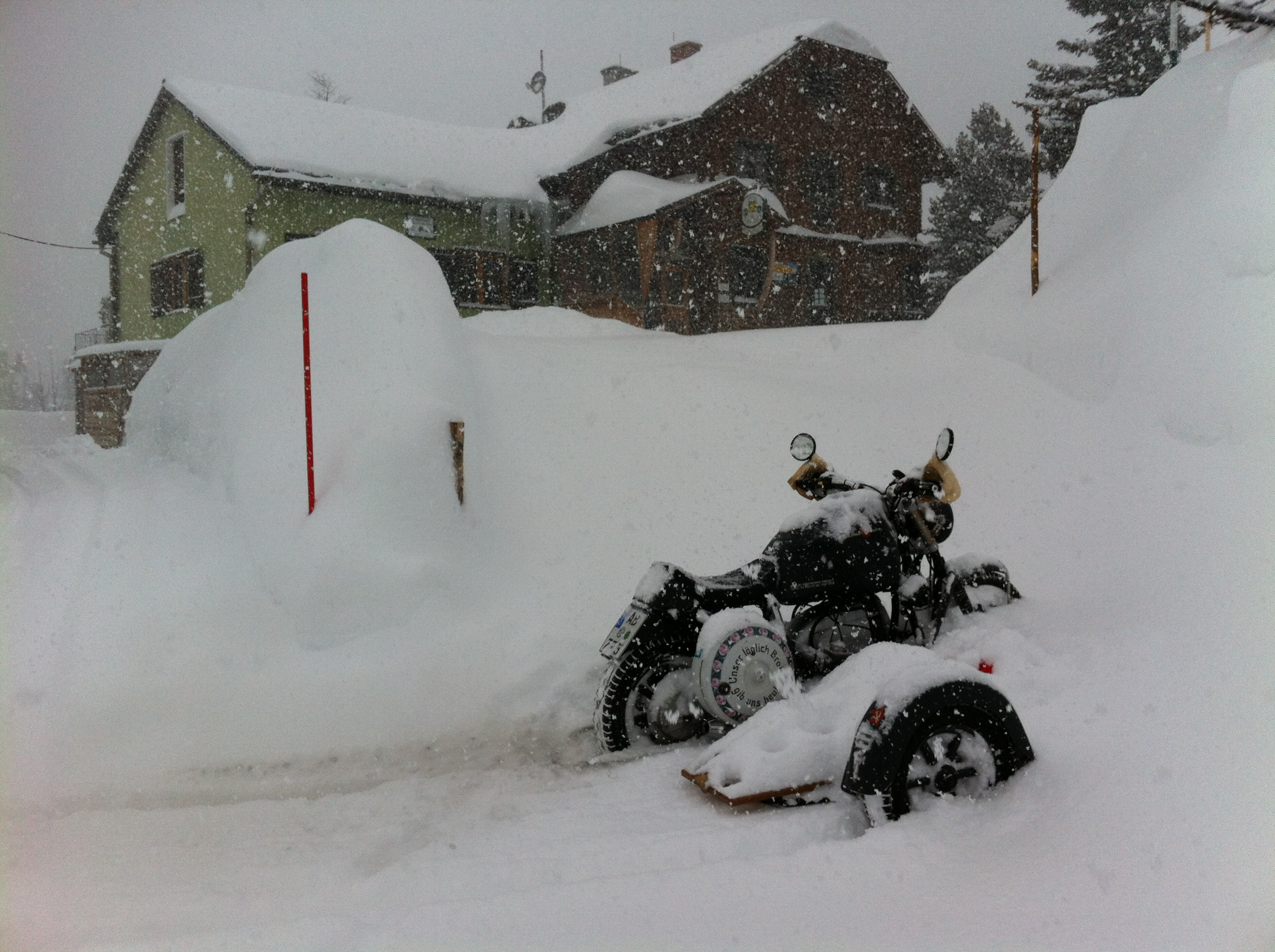
Edelrautehütte Jänner 2012
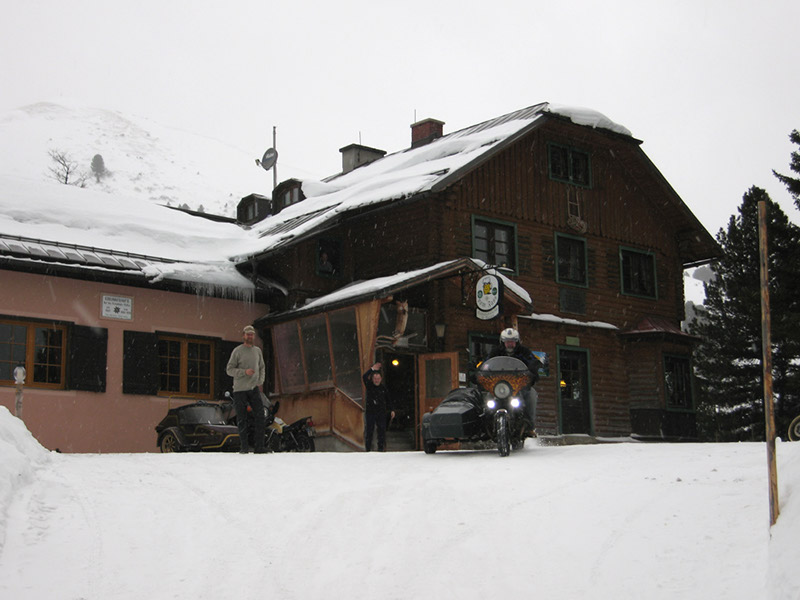
Edelrautehütte Jänner 2013
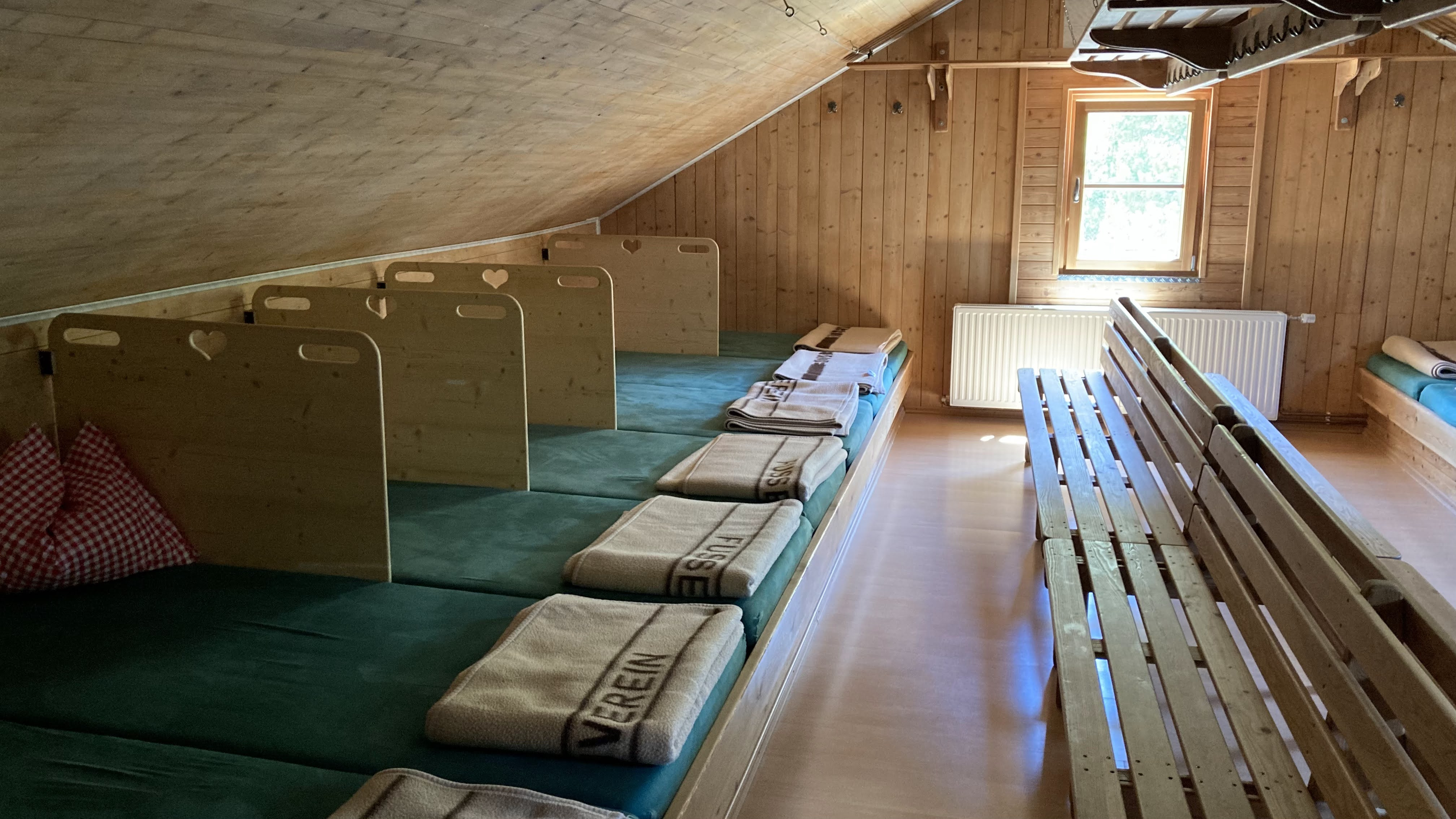
Bettenlager Edelrautehütte 2022
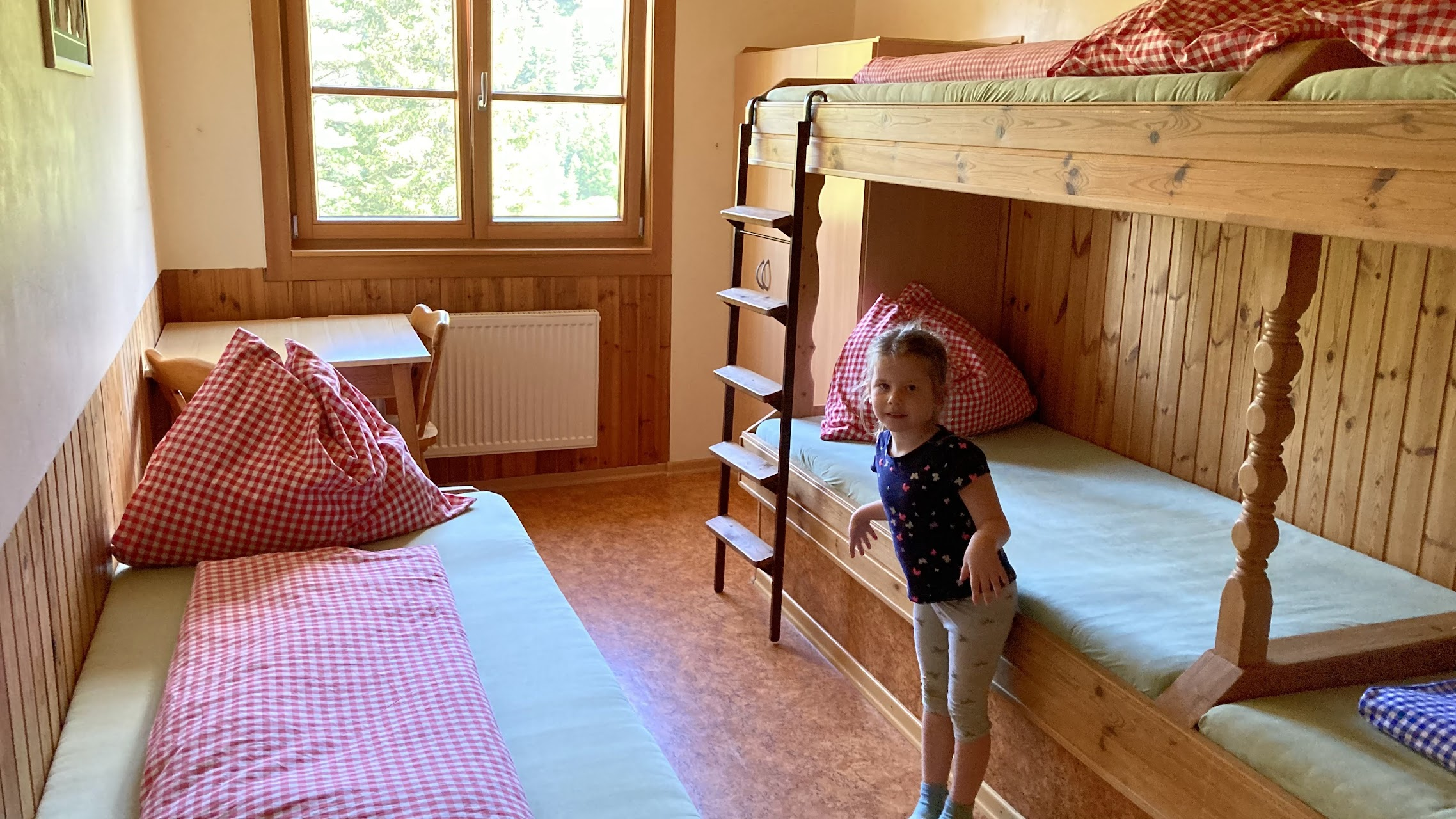
Zimmer Edelrautehütte 2022